# Edgar Granville, Baron Granville of Eye
Edgar Granville, Baron Granville of Eye (* 12. Februar 1898 in Reading; † 14. Februar 1998 in London), auch Edgar Louis Granville, war ein britischer Politiker.

## Leben
Granville erhielt seine Schulbildung in High Wycombe und in Australien, wo er einige Jahre lebte. Während des Ersten Weltkrieges diente er als Aufklärer mit der Australian Imperial Force in Gallipoli, Ägypten und Frankreich.
In der Folge wandte er sich der Politik zu, wurde 1929 für den Wahlkreis Eye in Suffolk für die Liberal Party zum Mitglied im House of Commons gewählt. Er war insbesondere in der Landwirtschafts- und Außenpolitik tätig. Innerhalb der Partei war er stellvertretender Vorsitzender der Jugendorganisation National League of Young Liberals. In den 1930er-Jahren gehörte er als Parliamentary Private Secretary für verschiedene Ressorts der Regierung an.
1939 und 1940 war er im Rang eines Hauptmanns in der Royal Artillery.
Von 1942 bis 1945 war er unabhängig, ehe er zu den Liberalen zurückkehrte und seinen Sitz zwei Mal knapp behauptete. Er verlor diesen allerdings 1951. 1952 wurde er Mitglied der Labour Party und kandidierte erneut, allerdings ohne Erfolg.
Granville wurde 1967 zum Life Peer mit dem Titel Baron Granville of Eye, of Eye in the County of Suffolk ernannt und wurde Mitglied des House of Lords.
Einige Quellen geben sein Geburtsjahr inkorrekt mit 1899 an.